# Tuffi ai campionati mondiali di nuoto 2023 - Piattaforma 10 metri maschile
La gara dei tuffi dalla piattaforma 10 metri maschile dei campionati mondiali di nuoto 2023 si è disputata il 21 e 22 luglio 2023 presso la Piscina della Prefettura di Fukuoka di Fukuoka. La gara, a cui hanno preso parte 41 atlete provenienti da 23 nazioni, si è svolta in tre turni, in ognuno dei quali l'atleta ha eseguito una serie di sei tuffi.
I dodici tuffatori qualificati per la finale hanno anche ottenuto il pass per le Olimpiadi di Parigi 2024.
La competizione è stata vinta dal tuffatore australiano Cassiel Rousseau, mentre l'argento e il bronzo sono andati rispettivamente ai cinesi Lian Junjie e Yang Hao.

## Programma
| Data           | Ora (UTC+9) | Turno       |
| -------------- | ----------- | ----------- |
| 21 luglio 2023 | 09:00       | Preliminari |
| 21 luglio 2023 | 15:30       | Semifinale  |
| 22 luglio 2023 | 18:30       | Finale      |

## Risultati
| Oro     | Cassiel Rousseau        | Australia     | 423,80 | 5   | 494,10          | 2               | 520,85          | 1               |          |          |          |          |
| Argento | Lian Junjie             | Cina          | 466,90 | 1   | 505,50          | 1               | 512,35          | 2               |          |          |          |          |
| Bronzo  | Yang Hao                | Cina          | 465,95 | 2   | 484,90          | 3               | 504,00          | 3               |          |          |          |          |
| 4       | Noah Williams           | Gran Bretagna | 435,15 | 4   | 450,65          | 6               | 499,10          | 4               |          |          |          |          |
| 5       | Kyle Kothari            | Gran Bretagna | 423,70 | 6   | 475,60          | 5               | 497,35          | 5               |          |          |          |          |
| 6       | Oleksij Sereda          | Ucraina       | 409,10 | 10  | 418,15          | 12              | 475,55          | 6               |          |          |          |          |
| 7       | Nathan Zsombor-Murray   | Canada        | 391,55 | 13  | 422,55          | 9               | 468,00          | 7               |          |          |          |          |
| 8       | Randal Willars          | Messico       | 411,55 | 9   | 477,75          | 4               | 465,55          | 8               |          |          |          |          |
| 9       | Isaac de Souza Filho    | Brasile       | 420,15 | 7   | 418,95          | 11              | 447,50          | 9               |          |          |          |          |
| 10      | Bertrand Rhodict Lises  | Malaysia      | 449,65 | 3   | 420,70          | 10              | 442,35          | 10              |          |          |          |          |
| 11      | Kim Yeong-taek          | Corea del Sud | 402,40 | 11  | 425,90          | 8               | 405,85          | 11              |          |          |          |          |
| 12      | Rikuto Tamai            | Giappone      | 401,50 | 12  | 427,60          | 7               | Ritirato        | Ritirato        | Ritirato | Ritirato | Ritirato | Ritirato |
| 13      | Carlos Camacho del Hoyo | Spagna        | 389,75 | 14  | 399,10          | 13              | Non qualificati | Non qualificati |          |          |          |          |
| 14      | Yi Jae-gyeong           | Corea del Sud | 377,40 | 17  | 396,55          | 14              | Non qualificati | Non qualificati |          |          |          |          |
| 15      | Yevhen Naumenko         | Ucraina       | 411,75 | 8   | 394,35          | 15              | Non qualificati | Non qualificati |          |          |          |          |
| 16      | Maxwell Flory           | Stati Uniti   | 384,95 | 16  | 382,95          | 16              | Non qualificati | Non qualificati |          |          |          |          |
| 17      | Anton Knoll             | Austria       | 389,10 | 15  | 375,50          | 17              | Non qualificati | Non qualificati |          |          |          |          |
| 18      | Constantin Popovici     | Romania       | 376,80 | 18  | 334,80          | 18              | Non qualificati | Non qualificati |          |          |          |          |
| 19      | Sam Fricker             | Australia     | 370,35 | 19  | Non qualificati | Non qualificati | Non qualificati | Non qualificati |          |          |          |          |
| 20      | Emmanuel Vázquez        | Porto Rico    | 368,50 | 20  | Non qualificati | Non qualificati | Non qualificati | Non qualificati |          |          |          |          |
| 21      | José Balleza Isaias     | Messico       | 361,55 | 21  | Non qualificati | Non qualificati | Non qualificati | Non qualificati |          |          |          |          |
| 22      | Robert Łukaszewicz      | Polonia       | 358,60 | 22  | Non qualificati | Non qualificati | Non qualificati | Non qualificati |          |          |          |          |
| 23      | Brandon Loschiavo       | Stati Uniti   | 356,55 | 23  | Non qualificati | Non qualificati | Non qualificati | Non qualificati |          |          |          |          |
| 24      | Nathan Brown            | Australia     | 351,15 | 24  | Non qualificati | Non qualificati | Non qualificati | Non qualificati |          |          |          |          |
| 25      | Nikolaos Molvalis       | Grecia        | 346,70 | 25  | Non qualificati | Non qualificati | Non qualificati | Non qualificati |          |          |          |          |
| 26      | Carlos Ramos            | Cuba          | 344,95 | 26  | Non qualificati | Non qualificati | Non qualificati | Non qualificati |          |          |          |          |
| 27      | Diogo Silva             | Brasile       | 344,25 | 27  | Non qualificati | Non qualificati | Non qualificati | Non qualificati |          |          |          |          |
| 28      | Max Lee Shen Oon        | Singapore     | 337,20 | 28  | Non qualificati | Non qualificati | Non qualificati | Non qualificati |          |          |          |          |
| 29      | Shu Ohkubo              | Giappone      | 336,65 | 29  | Non qualificati | Non qualificati | Non qualificati | Non qualificati |          |          |          |          |
| 30      | Isak Børslien           | Norvegia      | 334,30 | 30  | Non qualificati | Non qualificati | Non qualificati | Non qualificati |          |          |          |          |
| 31      | Riccardo Giovannini     | Italia        | 325,25 | 31  | Non qualificati | Non qualificati | Non qualificati | Non qualificati |          |          |          |          |
| 32      | Athanasios Tsirikos     | Grecia        | 323,20 | 32  | Non qualificati | Non qualificati | Non qualificati | Non qualificati |          |          |          |          |
| 33      | Dariush Lotfi           | Austria       | 323,10 | 33  | Non qualificati | Non qualificati | Non qualificati | Non qualificati |          |          |          |          |
| 34      | Andreas Sargent Larsen  | Italia        | 322,30 | 34  | Non qualificati | Non qualificati | Non qualificati | Non qualificati |          |          |          |          |
| 35      | Luis Avila Sanchez      | Germania      | 319,55 | 35  | Non qualificati | Non qualificati | Non qualificati | Non qualificati |          |          |          |          |
| 36      | Filip Jachim            | Polonia       | 315,90 | 36  | Non qualificati | Non qualificati | Non qualificati | Non qualificati |          |          |          |          |
| 37      | Luke Sipkes             | Nuova Zelanda | 315,35 | 37  | Non qualificati | Non qualificati | Non qualificati | Non qualificati |          |          |          |          |
| 38      | Jaden Eikermann         | Germania      | 310,70 | 38  | Non qualificati | Non qualificati | Non qualificati | Non qualificati |          |          |          |          |
| 39      | Enrique Harold          | Malaysia      | 308,20 | 39  | Non qualificati | Non qualificati | Non qualificati | Non qualificati |          |          |          |          |
| 40      | Marat Grigorian         | Armenia       | 208,00 | 40  | Non qualificati | Non qualificati | Non qualificati | Non qualificati |          |          |          |          |
|         | Jesus Gonzalez Reyes    | Venezuela     | DNS    | DNS | DNS             | DNS             | DNS             | DNS             |          |          |          |          |